# Challenger de Punta del Este 2020
El Challenger de Punta del Este de 2020, conocido como Punta Open 2020, será un torneo de tenis profesional que se jugará en pistas de tierra batida. Se tratará de la 3.a edición del torneo que forma parte del ATP Challenger Tour 2020. Tendrá lugar en Punta del Este, Uruguay del 27 de enero al 2 de febrero de 2020 en las canchas del Cantegril Country Club.

## Distribución de puntos
| Modalidad    | Campeón | Finalista | Semifinales | Cuartos de final | 3ª ronda | 2ª ronda | 1ª ronda | Clasificados | 1ª ronda de clasificación |
| Individuales | 80      | 48        | 29          | 15               | 7        | 4        | 0        | 0            | -                         |
| Dobles       | 80      | 48        | 29          | 15               | -        | -        | 0        | 0            | -                         |

## Jugadores participantes del cuadro de individuales

### Cabezas de serie
| Favorito | País                  | Jugador                | Ranking | Posición en el torneo |
| -------- | --------------------- | ---------------------- | ------- | --------------------- |
| 1        | Bandera de Italia     | Marco Cecchinato       | 75      | Finalista             |
| 2        | Bandera de Brasil     | Thiago Monteiro        | 87      | Campeón               |
| 3        | Bandera de Eslovaquia | Andrej Martin          | 104     | Semifinales           |
| 4        | Bandera de Italia     | Gianluca Mager         | 114     | Segunda ronda         |
| 5        | Bandera de Argentina  | Federico Coria         | 118     | Tercera ronda         |
| 6        | Bandera de Argentina  | Facundo Bagnis         | 135     | Cuartos de final      |
| 7        | Bandera de Portugal   | Pedro Sousa            | 139     | Tercera ronda         |
| 8        | Bandera de Perú       | Juan Pablo Varillas    | 142     | Segunda ronda         |
| 9        | Bandera de Italia     | Alessandro Giannessi   | 146     | Cuartos de final      |
| 10       | Bandera de Portugal   | João Domingues         | 171     | Segunda ronda         |
| 11       | Bandera de España     | Carlos Taberner        | 187     | Segunda ronda         |
| 12       | Bandera de Argentina  | Andrea Collarini       | 190     | Segunda ronda         |
| 14       | Bandera de España     | Mario Vilella Martínez | 193     | Segunda ronda         |
| 14       | Bandera de Argentina  | Facundo Mena           | 204     | Segunda ronda         |
| 15       | Bandera de Brasil     | Thiago Seyboth Wild    | 205     | Segunda ronda         |
| 16       | Bandera de Argentina  | Francisco Cerundolo    | 228     | Tercera ronda         |

- Se ha tomado en cuenta el ranking del 6 de enero de 2020.

### Otros participantes
Los siguientes jugadores recibieron una invitación (wild card), por lo tanto ingresan directamente al cuadro principal (WC):
- Juan Martín Fumeaux
- Martín Cuevas
- Holger Vitus Nodskov Rune
- Thiago Tirante
- Mariano Kestelboim

Los siguientes jugadores ingresan al cuadro principal tras disputar el cuadro clasificatorio (Q):
- Gilbert Klier
- Sergio Galdós

Los siguientes jugadores ingresan al cuadro principal como perdedores afortunados (LL):
- Emiliano Troche (por  Gonzalo Lama)

## Campeones

### Individual Masculino
- derrotó en la final a  por.

### Dobles Masculino
- /   derrotaron en la final a  /  por.